# Viktor Ravnik
Viktor Ravnik, slovenski hokejist, * 19. oktober 1941, Jesenice.
Ravnik je bil dolgoletni član kluba HK Acroni Jesenice, s katerim je osvojil štirinajst naslovov jugoslovanskega prvaka. Za jugoslovansko reprezentanco je nastopil na Olimpijskih igrah 1964 v Innsbrucku, 1968 v Grenoblu in 1972 v Saporu, kjer je bil jugoslovanski zastavonoša na otvoritveni slovesnosti. Želel je končati kariero po svojih tretjih Olimpijskih igrah, toda zaradi težav v jeseniškem klubu je podaljšal kariero za eno leto. 